# 李建忠 (1970年)
李建忠（1970年9月—），男，汉族，河北唐山人，中华人民共和国政治人物。曾任迁西县委书记，滦州市委书记，唐山市人民政府副市长。2021年6月，曾被授予全国优秀县委书记。2024年4月5日，接受河北省纪委监委纪律审查和监察调查。